# Ендрю Мак-Доналд (ватерполіст)
Ендрю Мак-Доналд (англ. Andrew McDonald, 19 жовтня 1955) — американський ватерполіст.
Срібний призер Олімпійських Ігор 1984 року.
Переможець Панамериканських ігор 1979, 1983 років.